# Margaret Erskine (Lady)
Pour les articles homonymes, voir Erskine.
Lady Margaret Erskine (8 octobre 1515 – 5 mai 1572) est une maîtresse du roi Jacques V d’Écosse et mère de son fils illégitime James Stuart, 1er comte de Moray, régent pendant la minorité de Jacques VI.

## Rumeurs de fiançailles royales
Fille de John Erskine, 5e lord Erskine, et de Margaret Campbell, elle épouse en 1527 Robert Douglas de Lochleven. Châtelaine au château de Loch Leven, elle devient la maîtresse du roi Jacques V et donne naissance à James Stuart en 1531. En dépit des nombreuses autres maîtresses du roi, elle est décrite comme sa préférée, au point qu’il aurait envisagé d’arranger son divorce pour l’épouser. Il semble que le roi lui-même, ou un de ses conseillers, a pris conseil en la matière auprès du pape Paul III en juin 1536. Finalement, Jacques V négocie son contrat de mariage avec Madeleine de Valois. En novembre 1536, peu avant la finalisation de ces tractations, Charles de Hémard de Denonville, évêque de Mâcon et ambassadeur de France au Saint-Siège, rapporte qu’il a dit au pape que le roi Jacques V n’avait jamais eu l’intention d’épouser Margaret, ce à quoi le pape lui a répondu qu'il avait reporté l'étude de la demande en pensant qu’elle avait été faite sans l’aval du roi.
Des chroniques et lettres d’Angleterre mentionnent aussi ce projet et l’implication de James Hamilton de Finnart. L’ambassadeur anglais William Howard, dont l’un des informateurs était Marguerite Tudor, rapporta des rumeurs à Henri VIII, comme quoi cette relation aurait fait échouer un précédent projet de mariage entre Jacques V et Marie de Bourbon-Vendôme,.
Si ce projet de mariage entre Margaret Eskine et le roi s’était concrétisé, leur enfant James Stuart, futur régent, aurait pu être légitimé. Vers le mois de juillet 1536, l’ambassadeur de Charles Quint à Londres, Eustache Chappuis, et des diplomates espagnols au Vatican, croyaient que le mariage avait bien eu lieu,,. 

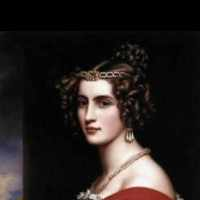
Margaret Erskine

## Années suivantes
Son fils Robert Douglas fut envoyé en Angleterre à l’université de Cambridge en 1560, comme otage pour le traité de Berwick. En 1567, elle et son fils aîné William, futur comte de Morton, eurent pour charge de garder Marie Stuart prisonnière au château de Loch Leven.

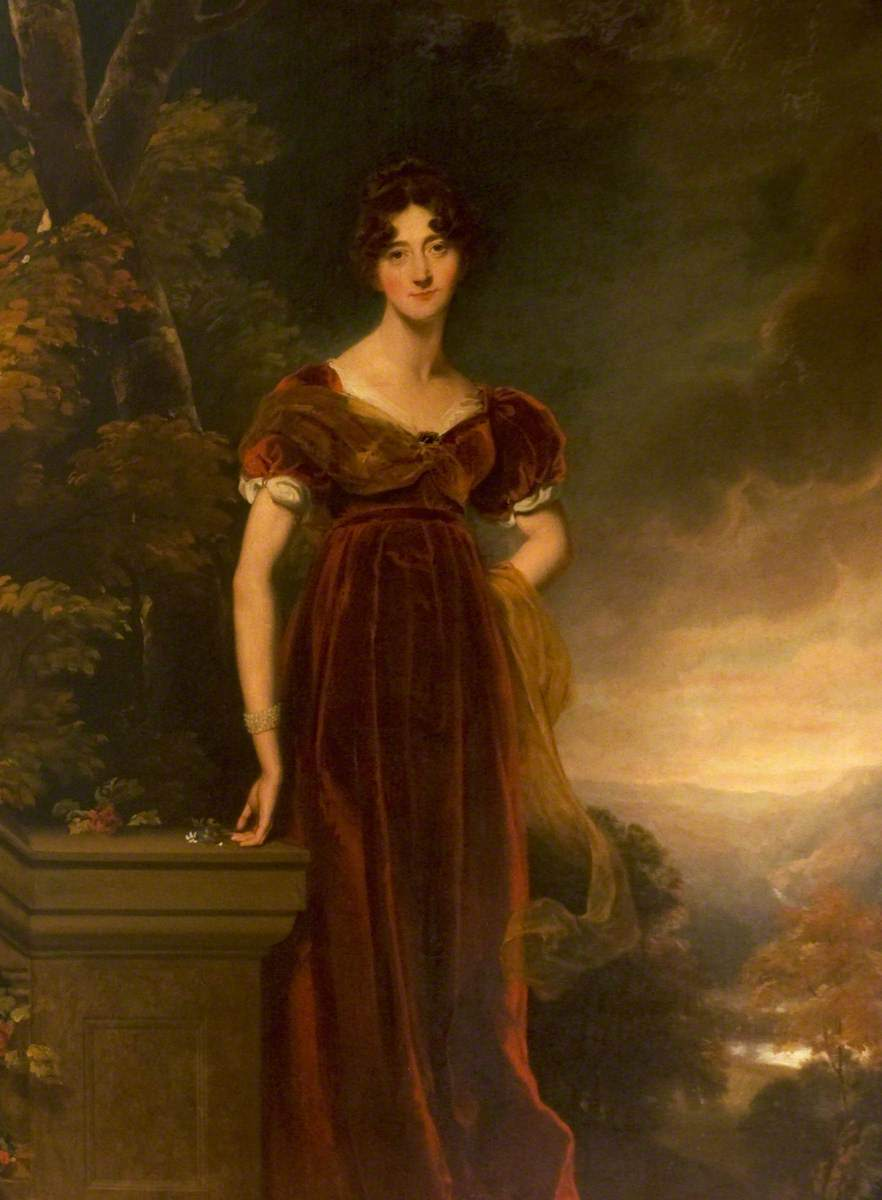
Peinture de Margaret Erskine

Dans les années 1570, Margaret Erskine s’occupait de ses petites-filles dans la maison Kinross, surplombant le Loch Leven, et entretenait une correspondance avec leur mère Agnès Keith, comtesse de Moray. Agnès lui envoyait en cadeau de l’aqua vitae, un genre de whisky. En janvier 1570, elle écrivit que le lac était gelé et que son fils, dans le vieux château, gardait prisonnier le comte de Northumberland, fugitif à la suite du soulèvement du Nord.

## Famille
Outre son fils James Stuart, fruit de son union illégitime avec le roi Jacques V, Margaret Erskine eut des enfants avec son époux Robert Douglas, dont :
- William Douglas, 6e comte de Morton ;
- Robert Douglas, qui épousa Christina Stuart, 4e comtesse de Buchan et fut le père de James Douglas, 5e comte de Buchan ;
- Margaret Douglas ;
- Euphemia Douglas, qui épousa Patrick Lindsay, 6e Lord Lindsay ;
- Janet Douglas, qui épousa James Colville, 1er Lord Colville of Culross ;
- Catherine Douglas, qui épousa David Durie.

## Source
- (en) Cet article est partiellement ou en totalité issu de l’article de Wikipédia en anglais intitulé « Margaret Erskine » (voir la liste des auteurs).